# Псевдоскорпіон Стелли
Псевдоскорпіо́н Сте́лли (Anthrenochernes stellae) — вид псевдоскорпіонів родини Chernetidae.

## Історія відкриття
Вид описав 1939 року шведський ентомолог Ганс Ломандер, який був куратором Гетеборзького музею природної історії. Пізньої осені 1938 року в парку Слотцскоген впала гнила липа, яку Ломандер інвентаризував. Знайдені в цій липі псевдоскорпіони він порівняв з колекцією в Копенгагені 1886 року та описав новий вид Anthrenochernes stellae. Вид назвали на честь дружини першовідкривача Стелли Ломандер.

## Поширення
Ендемік північно-центральної частини Європи. Відомий з Німеччини, Данії, Швеції, Латвії, Польщі та Чехії. Занесений до «Червоного списку видів, що перебувають під загрозою зникнення» Чеської Республіки як вид, що перебуває під загрозою зникнення.

## Спосіб життя
Трапляється в лісах, лісоподібних парках, на алеях і на пасовищах з листяними деревами. Мешкає в мульчі в дуплах листяних дерев, таких як бук, липа, дуб і осика, часто поруч із гніздами птахів, ос, бджіл або мурашок.

## Оригінальна публікація
- Lohmander, 1939 : Zwei neue Chernetiden der nordwesteuropäischen Fauna. Göteborgs Kungliga Vetenskaps- och Vitterhetssamhälles Handlingar, Шаблон:Ser., vol. 6, No. 11, P..